# Ilona Schubert
Ilona Schubert (született: Ilona Bögel; Mannheim, 1900. március 28. – Arlesheim, 1983. október 26.) német író, egyike az első euritmistáknak.

## Fiatalkora
Ilona Bögel 1900. március 28-án született a németországi Mannheimben egy jómódú család második gyermekeként. A törékeny alkatú gyermek anyai ágon magyar származású édesanyja, Maria Heléna Elisabeth (Ilona) Hübsch (1865-1900) nem sokkal a születése után elhunyt. Holland származású apja, Laurentius Bögel (1846-1918) egy mannheimi bank igazgatója volt és kis idő múlva ismét megházasodott. Egy szobrásznőt vett el feleségül, aki Ilona nevelőanyja lett. A Bögelek nagypolgári háza színvonalas társasági és zenés összejöveteleknek adott otthont. Már korai gyermekkorában kialakult benne a zene és a mozgás szeretete. Már ötévesen táncórákra járt. Annak érdekében, hogy sokoldalú képzésben részesülhessen, egy weimari bentlakásos iskolába (internátusba) küldték továbbtanulni. A színvonalas irodalomórák során kezdődött lelkesedése Goethe művei iránt, melyről a szüleinek írt levelei tanúskodnak. Egyik levelében Ilona nevelőanyja, aki barátnője - Helene Röchling (1866-1945), a mannheimi Zweig vezetője - révén kapcsolatban állt az antropozófiával, ajánlotta figyelmébe Rudolf Steinert. Rögtön küldött is az alig 18-éves lánynak egy tagsági kártyát az Antropozófiai Társasághoz. Ezután Ilona gyakran részt vett Steiner előadásain és tanulmányozta alapműveit.

## Euritmia
Amikor Ilona megismerte az euritmiát, azzal kapcsolatos leckéket is vett, valamint továbbképezte magát zeneileg Mannheimben. Meghatározónak bizonyult egy 1919-es, nevelőanyjával eltöltött és eredetileg kéthetesre tervezett dornachi tartózkodása további élete szempontjából. Marie Steiner tudta, hogyan lelkesítse a fiatal hölgyet az euritmia iránt, így Ilona Dornachban maradt és azonnal megkezdte képzését. Rudolf Steiner néhány (hang)euritmia-formát rajzolt fel neki, így például a "Pillangót" Edvard Grieg műve alapján, továbbá Johann Wolfgang von Goethe néhány ifjúkori versét mutatta meg neki.
Rudolf Steiner 1925-ben bekövetkezett halála után is szoros kapcsolatban maradtak Marie Steinerrel. Ilona laikusok és különféle szakemberek számára is tartott euritmia-kurzusokat. Társ-kezdeményezője volt a zürichi "Sommertagung"-oknak ("Nyári Konferenciák"). Egész további életét az euritmiának szentelte.

## Keresztény Közösség
1922-ben Rudolf Steiner iránymutatásai alapján ő szabta ki a "Keresztény Közösség" legelső papi miseruháit. Ilona gyermekének keresztelője volt az első keresztény közösségi keresztelő.

## Magánélete
1922-ben Ilonát eljegyezte Ludwig Polzer-Hoditz gróf fia, Josef Polzer. 1923. június 4-én, Dornachban volt az esküvőjük, ahol az egyik tanú Albert Steffen volt. Az ünnepi beszédet Rudolf Steiner tartotta: „A ti közösségetek egész különleges módon, az antropozófiai élet talajából nőtt ki." A fiatal párnak 1924. március 3-án fia született, Christward Johannes. A gróf nemsokára megbetegedett és a házasság végül válással végződött. Öt évvel később a Goetheneanumban tanítóként és szónokként tevékenykedő Günther Schuberttel kötötte össze életét.

## Emlékezete
Ilona Schubert a Rudolf Steinerrel és Marie Steinerrel való együttműködésre mindig jó szívvel gondolt vissza és lelkesen mesélt róla. Néhány történetet le is jegyzett az utókor számára visszaemlékezéseit tartalmazó könyvében, továbbá rendszeresen publikált a témájában.
Rövid betegség után 1983-ban, 83-évesen hunyt el.

## Művei
- ↑ Selbsterleben: Ilona Schubert. Selbsterlebtes im Zusammensein mit Rudolf Steiner und Marie Steiner, 2. bővített kiadás (német nyelven), Bázel: Zbinden Verlag (1977). ISBN 978-3-85989-383-1
- Ilona Schubert. Reminiscences of Rudolf Steiner and Marie Steiner-von Sievers (angol nyelven). London: Temple Lodge Press (1991). ISBN 978-0-90469-331-7
- Ilona Schubert. Ergänzende Hinweise zu den Grundelementen der Lauteurythmie (német nyelven). Bázel: Zbinden Verlag (1982). ISBN 978-3-85989-404-4